# 拉仁镇
拉仁乡，是中华人民共和国广西壮族自治区河池市都安瑶族自治县下辖的一个乡镇级行政单位。

## 行政区划
拉仁乡下辖以下地区：
加兴村、索潭村、拉王村、仁联村、拉仁村、仁德村、仁寿村、二潭村和仁勇村。

## 历史沿革
1933年设拉仁乡，属宜山县。1955年改为宜山县拉仁区，同年12月，原都安县改设都安瑶族自治县，拉仁区被从宜山县划归新成立的都安瑶族自治县。1958年7月改为拉仁公社，1984年改为拉仁乡。2016年1月23日，拉仁乡建制撤销，改为拉仁镇。
地名“拉仁”一般认为来自壮语，其中“拉”为壮语laj（“下方”），而“仁”则是壮语hingz（“赢”）。一说“拉”为壮语dued（“抢夺”）。